# Cê
| 전문가 평가          | 전문가 평가 |
| 총 점수              | 총 점수     |
| 출처                 | 점수        |
| -------------------- | ----------- |
| 메타크리틱           | 75/100      |
| 평가 점수            |             |
| 출처                 | 점수        |
| AllMusic             | [ 2 ]       |
| Entertainment Weekly | B+          |
| Robert Christgau     | (dud)       |

《Cê》는 브라질의 싱어송라이터이자 기타리스트인 카에타누 벨로주의 음반이다. 2006년 9월 1일, 머큐리 레코드에서 발매된 이 음반은 당신을 의미하는 구어체 포르투갈어에서 제목을 따왔다. 이 곡은 기타리스트 페드로 사에 의해 부분적으로 선택된 벨로주의 밴드를 염두에 두고 작성되었다. 《Cê》는 긍정적인 비판적 논평을 받았고, 몇몇 비평가들은 특히 이 음반의 서정적인 초점을 인간의 성에 주목했다.

## 제목 및 커버
cê라는 단어는 포르투갈어로 인칭대명사 vocé의 줄임말로 "당신"을 의미한다. 벨로주는 cê가 일상 언어에서 자주 사용되는 보다 "구어적인" 버전의 vocé라고 말한다. 그가 가사를 쓸 때, 벨로주는 일반적으로 vocé라는 단어를 쓰지만, 공연할 때는 cê를 부른다. 음반 제목에 대한 영감은 그가 vocé 대신 cê를 쓰고 적절한 제목으로 생각했을 때 나왔다.
벨로주는 이전에 세 장의 다른 음반에서 그랬던 것처럼 음반의 커버를 직접 디자인했다. 그는 커버의 색상, 글꼴, 텍스트 위치가 자주 바뀌는 긴 디자인 과정을 거쳤다. 벨로주는 음반 자체에서 여러 번 언급되기 때문에 커버의 배경에 보라색을 선택했다.

## 밴드 및 녹음
벨로주는 음반의 대부분의 자료를 밴드를 염두에 두고 작곡했으며 밴드와 함께 완전한 유닛으로 음악을 연주했다. 기타리스트이자 타악기 연주자인 페드로 사는 이미 음반의 참여자로 확정되었고, 그는 그것을 위해 다른 음악가들을 뽑도록 초대받았다. 《Cê》의 주요 녹음은 몇 달 전에 수행된 광범위한 리허설과 리듬 트랙의 제작을 포함한 확장된 녹음 과정의 결과로 2주 만에 완료되었다. 6주 더 연장되었다.
《보스턴 글로브》의 싯다르타 미터가 음반 사운드의 "긴밀함"에 대해 묻자, 벨로주는 이러한 방식으로 곡이 실현되기를 의도했으며 음반 작업을 위해 고용한 젊은 음악가들이 이를 허용했다고 답했다.

## 곡 목록
모든 곡들은 특별한 언급이 없는 한 카에타누 벨로주에 의해 작사/작곡하였다.
| #   | 제목                 | 재생 시간 |
| --- | -------------------- | --------- |
| 1.  | 〈Outro〉            | 3:00      |
| 2.  | 〈Minhas Lágrimas〉  | 5:09      |
| 3.  | 〈Rocks〉            | 3:36      |
| 4.  | 〈Deusa Urbana〉     | 3:46      |
| 5.  | 〈Waly Salomão〉     | 3:24      |
| 6.  | 〈Não Me Arrependo〉 | 4:08      |
| 7.  | 〈Musa Híbrida〉     | 4:21      |
| 8.  | 〈Odeio〉            | 5:58      |
| 9.  | 〈Homem〉            | 4:46      |
| 10. | 〈Porquê?〉          | 3:53      |
| 11. | 〈Um Sonho〉         | 3:23      |
| 12. | 〈O Herói〉          | 3:44      |